# Nicole Della Monica
Nicole Della Monica (Trescore Balneario, 3 giugno 1989) è una pattinatrice artistica su ghiaccio italiana. Ha rappresentato l'Italia ai Giochi olimpici di Vancouver 2010, Soči 2014 e Pyeongchang 2018 e Pechino 2022 gareggiando la prima volta con Yannick Kocon e nelle altre tre competizioni con Matteo Guarise.

## Programmi
(con Matteo Guarise)
| Stagione  | Programma Corto                                 | Programma Libero                                           | Esibizioni                                |
| --------- | ----------------------------------------------- | ---------------------------------------------------------- | ----------------------------------------- |
| 2016-2017 | - Carmina Burana di Carl Orff                   | - Love Story di Nana Mouskouri                             |                                           |
| 2015–2016 | - Magnificat di Marco Frisina (cantato da Mina) | - Cosmic Journey ("Romeo and Juliet") di Abel Korzeniowski |                                           |
| 2014–2015 | - Cinderella di Sergei Prokofiev                | - The Mask Of Zorro di James Horner                        | - The first day of my life di Bright Eyes |
| 2013–2014 | - Samson et Dalila di Camille Saint-Saëns       | - La traviata di Giuseppe Verdi                            |                                           |
| 2012–2013 | - Nothing Else Matters di Metallica             | - Il fantasma dell'Opera di Andrew Lloyd Webber            |                                           |
| 2011–2012 | - Romeo e Giulietta di Nino Rota                | - Nocturne di Frédéric Chopin                              |                                           |

(con Yannick Kocon)
| Stagione  | Programma Corto                   | Programma Libero                        |
| --------- | --------------------------------- | --------------------------------------- |
| 2010–2011 | - Piano Fantasy di William Joseph | - Nocturne di Ennio Morricone           |
| 2009–2010 | - Angels & Demons di Hans Zimmer  | - The Mission di Ennio Morricone        |
| 2008–2009 | - Bolero di Maurice Ravel         | - The Mission by Ennio Morricone        |
| 2007–2008 | - Lunático di Gotan Project       | - Soundtrack medley di Maxime Rodriguez |

(Carriera Singola)
| Stagione  | Programma Corto                     | Programma Libero                   |
| --------- | ----------------------------------- | ---------------------------------- |
| 2004–2005 | - Schindler's List di John Williams | - Conquistador di Maxime Rodriguez |

## Palmarès

### Con Guarise
| Risultati                                                                                                  | Risultati      | Risultati      | Risultati      | Risultati      | Risultati      | Risultati      | Risultati      | Risultati      | Risultati      | Risultati      | Risultati      |
| Internazionali                                                                                             | Internazionali | Internazionali | Internazionali | Internazionali | Internazionali | Internazionali | Internazionali | Internazionali | Internazionali | Internazionali | Internazionali |
| Evento | 2011–12        | 2012–13        | 2013-14        | 2014–15        | 2015-16        | 2016-17        | 2017-18        | 2018-19        | 2019-20        | 2020-21        | 2021-22        |
| --- | -------------- | -------------- | -------------- | -------------- | -------------- | -------------- | -------------- | -------------- | -------------- | -------------- | -------------- |
| Giochi Olimpici Invernali                                                                                  |                |                | 16º            |                |                |                | 10º            |                |                |                | 13°            |
| Campionati mondiali                                                                                        | 15º            | 14º            | 16º            | 14º            | 11º            | 13º            | 5º             |                | C              | 8°             |                |
| Campionati europei                                                                                         |                | 9º             | 8º             | 6º             | 6º             | 8º             | 6º             |                | 4°             | C              | R              |
| GP Finale                                                                                                  |                |                |                |                |                |                |                | 5º             |                |                |                |
| GP Cup of China                                                                                            |                |                |                | 5º             |                | 5º             | 4º             |                | 4°             |                | C              |
| GP della Finlandia                                                                                         |                |                |                |                |                |                |                | 2º             |                |                |                |
| GP NHK Trophy                                                                                              |                | 7º             |                |                |                |                |                |                | 8°             |                |                |
| GP Rostelecom Cup                                                                                          |                | 7º             |                |                |                |                |                | 2º             |                |                |                |
| GP Trophée Eric Bompard                                                                                    |                |                | 8º             | 6º             | 5º             |                | 3º             |                |                | C              |                |
| GP Skate Canada                                                                                            |                |                |                |                |                | 6º             |                |                |                |                |                |
| GP d'Italia                                                                                                |                |                |                |                |                |                |                |                |                |                | 4°             |
| CS Ice Challenge                                                                                           |                |                |                |                | 3º             |                |                |                |                |                |                |
| CS Golden Spin                                                                                             |                |                |                |                |                | 1º             |                |                |                |                |                |
| CS Lombardia Trophy                                                                                        |                |                |                |                |                | 1º             | 2º             | 3º             |                |                |                |
| CS Warsaw Cup                                                                                              |                |                |                |                | 2º             |                |                |                |                |                |                |
| CS Nebelhorn Trophy                                                                                        |                |                |                |                |                |                |                |                |                |                | R              |
| Cup of Nice                                                                                                |                | 3º             | 7º             | 1º             |                |                |                |                |                |                |                |
| Bavarian Open                                                                                              | 3º             |                |                |                |                |                |                |                |                |                |                |
| Ondrej Nepela Trophy                                                                                       |                | 3º             |                |                |                |                |                |                |                |                |                |
| Icelab Cup                                                                                                 |                |                |                |                |                |                |                |                | 2º             |                |                |
| Universiadi                                                                                                |                |                | 3º             |                |                |                |                |                |                |                |                |
| MNNT Cup                                                                                                   |                |                |                | 1º             |                |                |                |                |                |                |                |
| Lombardia Trophy                                                                                           |                |                | 5°             |                |                |                |                |                |                |                | 1º             |
| Nazional1                                                                                                  |                |                |                |                |                |                |                |                |                |                |                |
| Campionati Italiani                                                                                        | R              | 2º             | 2º             | 2º             | 1º             | 1º             | 1º             | 1º             | 1º             | 1º             | 1º             |
| Eventi in squadra                                                                                          |                |                |                |                |                |                |                |                |                |                |                |
| Giochi olimpici invernali                                                                                  |                |                |                |                |                |                | 4ºS 7ºP        |                |                |                | 7ºS 7ºP        |
| World Team Trophy                                                                                          |                |                |                |                |                |                |                | 6ºS 3ºP        |                | 4ºS 4ºP        |                |
| Team Challenge Cup                                                                                         |                |                |                |                | 2ºS 5ºP        |                |                |                |                |                |                |
| GP = Grand Prix; R = Ritirato; C = Evento cancellato; S = Risultato della squadra; P = Risultato personale |                |                |                |                |                |                |                |                |                |                |                |

### Con Kocon

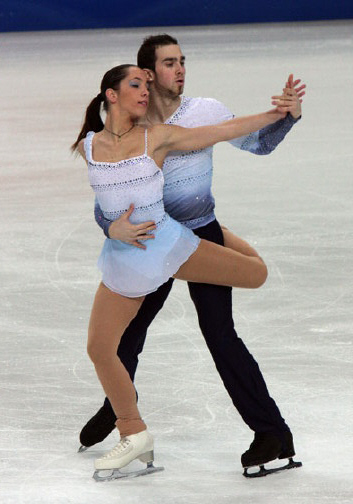
Della Monica e Kocon ai Campionati europei di pattinaggio di figura 2009.

| Risultati                                  | Risultati      | Risultati      | Risultati      | Risultati      |
| Internazionali                             | Internazionali | Internazionali | Internazionali | Internazionali |
| Evento                                     | 2007–08        | 2008-09        | 2009–10        | 2010–11        |
| ------------------------------------------ | -------------- | -------------- | -------------- | -------------- |
| Giochi Olimpici Invernali                  |                |                | 12º            |                |
| Campionati Mondiali                        |                | 18º            |                |                |
| Campionati Europei                         |                | 6º             | 6º             |                |
| GP Cup of China                            |                |                |                | 6º             |
| GP Cup of Russia                           |                |                | 5º             |                |
| Cup of Nice                                |                |                |                | 2º             |
| Golden Spin                                |                | 2º             |                | R              |
| NRW Trophy                                 |                | 1º             | 1º             |                |
| International: Junior                      |                |                |                |                |
| Campionati Mondiali Juniores               | 14º            |                |                |                |
| National                                   |                |                |                |                |
| Campionati Italiani                        | 1º J.          | 1º             | 1º             | R              |
| GP = Grand Prix; J. = Junior; R = Ritirato |                |                |                |                |

### Individuale femminile
| Risultati                                | Risultati      | Risultati      | Risultati      |
| Internazionali                           | Internazionali | Internazionali | Internazionali |
| Evento                                   | 2004–05        | 2005–06        | 2006–07        |
| ---------------------------------------- | -------------- | -------------- | -------------- |
| Merano Cup                               |                |                | 2º             |
| Internazionali: Junior                   |                |                |                |
| JGP Canada                               |                | 12º            |                |
| JGP Repubblica Ceca                      |                |                | 6º             |
| JGP Polonia                              |                | 11º            |                |
| JGP Serbia                               | 16º            |                |                |
| Dragon Trophy                            |                |                | 2º J.          |
| Festival olimpico della gioventù europea |                |                | 2º J.          |
| Nazionali                                |                |                |                |
| Campionati Italiani                      | 3º             |                | 6º             |
| J. = Junior; JGP = Junior Grand Prix     |                |                |                |